# 泰克冰原島峰
80°13′S 153°35′E / 80.217°S 153.583°E
泰克冰原島峰（英語：Tyke Nunatak），是南極洲的冰原島峰，位於喬治五世地，屬於不列顛嶺的一部分，處於貝茨冰原島峰北端，現時由南極條約體系管理。